# Петер Бондра
Петер Бондра (словац. Peter Bondra; 7 лютого 1968, с. Баківці Луцького району Волинської області, УРСР) — словацький хокеїст, правий нападник.

## Біографія
Народився 7 лютого 1968 року за одними даними в селі Баківці Волинської області Української РСР, за іншими — в Луцьку в родині українця та польки. Коли Бондре було два роки, його батько повернувся з родиною назад до Чехословаччини з Луцька, куди він переїхав у 1947 році для того, щоб знайти кращу роботу. У 1982 році батько помер, тому Петера і його старших братів, Володимира і Юрая, виховувала їхня мати Надія. Він все ще був радянським громадянином, коли прибув до США, а потім отримав словацький паспорт і громадянство в 1993 році.

## Ігрова кар'єра
Виступав за ХК «Кошиці», «Вашингтон Кепіталс», «Детройт Вайперс» (ІХЛ), «Оттава Сенаторс», ХК «Попрад», «Атланта Трешерс», «Чикаго Блекгокс».
За «Вашингтон Кепіталс» провів 13 сезонів. Майже за 14 сезонів в NHL зіграв 961 матч, закинув 472 шайби та зробив 353 результативні передачі (набрав загалом 825 очок).
У складі національної збірної Словаччини провів 47 матчів (35 голів); учасник зимових Олімпійських ігор 1998 і 2006, учасник чемпіонатів світу 2002 і 2003, учасник Кубка світу 1996.
Чемпіон світу (2002), бронзовий призер (2003). Чемпіон Чехословаччини (1988). Учасник матчу всіх зірок НХЛ (1993, 1996, 1997, 1998, 1999). Володар Трофея Моріса Рішара (1995, 1998).
На чемпіонаті світу в 2002 р. у Швеції у фінальному поєдинку проти збірної команди Росії закинув вирішальну шайбу (4:3) і збірна Словаччини здобула золоту медаль.

## Особисте життя
Брат Петера, Юрай, також був професіональним хокеїстом, виступав за низку словацьких та французьких хокейних клубів. Одружився хокеїст у 80-х роках на дівчині, на ім'я Люба. Подружжя виховало двох синів – Ніколаса та Девіда.